# Alain Savary

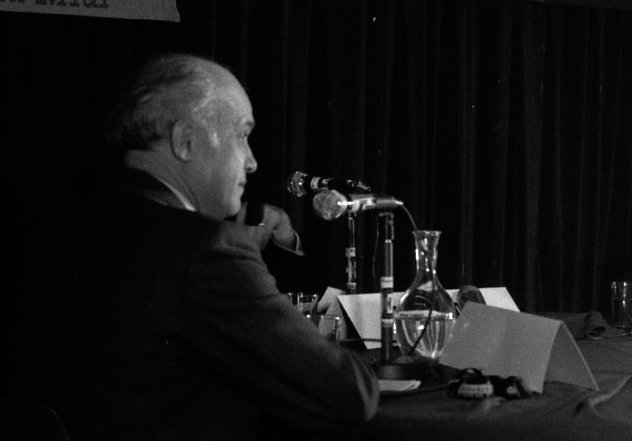
Alain Savary, 1973

Alain Savary (* 25. April 1918 in Algier; † 17. Februar 1988 in Paris) war ein französischer sozialistischer Politiker. Er war von 1969 bis 1971 Erster Sekretär der Parti socialiste sowie von 1981 bis 1984 Bildungsminister Frankreichs.

## Jugend und Zweiter Weltkrieg
Savary wurde im damals zu Frankreich gehörenden Algerien geboren, wo sein Vater als Eisenbahningenieur arbeitete. Nach der Rückkehr der Familie nach Europa besuchte er das Lycée Buffon in Paris, studierte Jura (Abschluss mit Licence) und absolvierte die École libre des sciences politiques (Sciences Po). 1938 wurde er zur Marine eingezogen und diente auf dem Kreuzer Georges Leygues.
Die französische Kapitulation gegenüber Deutschland lehnte er ab, Charles de Gaulles Aufruf vom 18. Juni 1940 folgend setzte Savary nach England über und schloss sich den Forces françaises libres an. Als Leutnant zur See (enseigne de vaisseau) wurde er Adjutant des Admirals Émile Muselier, Befehlshaber der freifranzösischen Seestreitkräfte. Diese übernahmen im Dezember 1941, unter Savarys Beteiligung, die Kontrolle über die französischen Inseln Saint-Pierre und Miquelon vor der kanadischen Küste, mit deren Verwaltung Muselier anschließend Savary betraute. Er fungierte bis Anfang 1943 als Gouverneur dieses Überseegebiets.
Im April desselben Jahres ging er nach Nordafrika, wo er sich dem 1. Marineinfanterie-Regiment anschloss, das als Teil der 1re division française libre am Tunesienfeldzug teilnahm. Ab April 1944 nahm Savary als Eskadronskommandeur am Italienfeldzug und im August an der Landung in der Provence teil. Als Vertreter der Befreiungs-Streitkräfte wurde er im Oktober 1944 Mitglied der provisorischen Konsultativversammlung (eine Art Parlament der verschiedenen Résistancegruppen). Im Januar 1945 wurde er zum Compagnon de la Libération ernannt. Inzwischen im Rang eines Korpskommandanten wurde Savary im März 1945 Bevollmächtigter der Republik in Angers. 1946 wurde er Generalsekretär des Kommissariats für deutsche und österreichische Angelegenheiten.

## Politische Karriere
Von 1948 bis 1951 war Savary Vertreter von Saint-Pierre und Miquelon im Rat der Union française, anschließend bis 1958 Abgeordneter des Territoriums in der Nationalversammlung. Im Kabinett Kabinett Mollet war er ab Februar 1956 Staatssekretär im Außenministerium für Marokko und Tunesien, die in dieser Zeit aus französischem Protektorat in die Unabhängigkeit entlassen wurden. Im November 1956 trat er aus Protest gegen die Verhaftung des algerischen Unabhängigkeitskämpfers Ahmed Ben Bella von diesem Amt zurück. Als der SFIO-Generalsekretär und frühere Premierminister Guy Mollet 1958 der Machtübernahme des Generals de Gaulle und der Gründung der Fünften Republik zustimmte, trat Savary aus der Partei aus. Er war Mitbegründer der Parti socialiste autonome, die beim Referendum über die neue Verfassung mit nein stimmte und für einen radikalen Wechsel der Algerienpolitik eintrat. Die PSA ging 1960 in der Parti socialiste unifié auf.
In den 1960er-Jahren führte Savary den Club Socialisme et démocratie, der sich mit anderen sozialistischen Clubs zur Union des clubs pour le renouveau de la gauche (UCRG) zusammenschloss. Diese fusionierte im Mai 1969 mit der SFIO und kleineren linken Gruppierungen zur neuen Parti socialiste, zu deren Gründung Savary einen maßgeblichen Anstoß gab. Er wurde Erster Sekretär (d. h. Vorsitzender) der Partei. Auf dem Parteitag von Épinay unterlag er aber dem erst kurz zuvor in die Partei eingetretenen François Mitterrand und dessen Strategie einer Linksunion mit den Kommunisten. 1973 bis 1981 war Savary Abgeordneter für einen Wahlkreis des Départements Haute-Garonne in der Nationalversammlung. Mit Einführung der Verwaltungsregionen wurde er zudem erster Präsident des Regionalrats von Midi-Pyrénées (ebenfalls bis 1981).
Nach der Wahl Mitterrands zum Staatspräsidenten ernannte dieser Savary am 22. Mai 1981 zum Bildungsminister im Kabinett von Pierre Mauroy. Er initiierte die Schaffung der so genannten zones d’éducation prioritaires (ZED), die dem Abbau sozialer Ungleichheiten dienen sollten. Savarys Gesetzesvorhaben einer Laisierung und Angleichung von privaten und öffentlichen Schulen stieß auf erheblichen Widerstand. Anhänger der „freien Schulen“, also der meist katholischen Privatschulen, hielten am 24. Juni 1984 in Paris eine Großdemonstration ab, an der über eine Million Menschen teilnahmen. Staatspräsident Mitterrand erklärte am 14. Juli, dem Nationalfeiertag, die Rücknahme des Gesetzesentwurfs. Drei Tage später erklärte Savary, wie die gesamte Regierung Mauroy, seinen Rücktritt, der am 19. Juli 1984 wirksam wurde.

## Veröffentlichungen
- Nationalisme algérien et Grandeur française. Plon, Paris 1960.
- Pour le nouveau Parti Socialiste. Le Seuil, Paris 1970.
- En toute liberté. Hachette, Paris 1985.